# 細髭小褐鱈
細髭小褐鱈，為輻鰭魚綱鱈形目稚鱈科的其中一種，分布於中東大西洋海域，為深海魚類，深度234-387公尺，體長可達16.9公分，棲息在底層水域，生活習性不明。

## 扩展阅读
維基物種上的相關：細髭小褐鱈